# NEXTSTEP
NEXTSTEP é um sistema operacional, lançado em 10 de setembro de 1989, pela NeXT, atualmente parte da Apple Inc. O NEXTSTEP foi o sistema operacional multitarefa orientado a objeto que a NeXT desenvolveu para rodar nos computadores NeXT ("black boxes"). O NEXTSTEP 1.0 foi lançado em 18 de Setembro de 1989, depois de várias prévias começando em 1986. A última versão, 3.3, foi lançada no início de 1995, nesse momento ele rodava não somente na família de processadores 68000 da Motorola, mas também em IBM PCs x86, Sun SPARC, e HP PA-RISC.
O NEXTSTEP deu origem ao Mac OS X, influenciando o kernel OpenDarwin e em elementos da interface, como o Dock.

## Descrição
O NEXTSTEP era uma combinação de várias partes:
- Um sistema operacional Unix-like baseado no Mach, mais código fonte do Unix BSD
- Um Display PostScript e uma engine de janelas
- A linguagem Objective-C e o runtime
- Uma camada de aplicações orientadas a objeto, que incluía muitos "kits" object-oriented (OO)
- Ferramentas de desenvolvimento para as camadas orientadas a objeto

A chave para a fama do NEXTSTEP foram os últimos três itens. Os toolkits ofereceram inacreditável poder, e foram usados para construir todo o software da máquina. Característica distintivas da linguagem Objective-C fizeram a escrita de aplicações com o NEXTSTEP muito mais fácil que na maioria dos sistemas competidores, e o sistema era freqüentemente apontado com o modelo ideal em desenvolvimento de computadores, mesmo uma década após.
A interface do usuário do NEXTSTEP era refinada e consistente, e introduz a ideia de Dock, que continuou até OPENSTEP e até ao  Mac OS X, incluindo Shelf.  NEXTSTEP também criou ou estava entre os primeiros to sport um largo número de conceitos GUI agora comuns noutros sistemas operativos: 3D "chiseled" widgets, arrastar e largar em todo o sistema em vários objectos, não só em ícones, system-wide piped services, real-time scrolling and window dragging, properties dialog boxes ("inspectors"), window modification notices (como por exemplo notificação de que um arquivo foi salvo), etc. O sistema estava entre os primeiros com uma inteface de usuário de propósito de uso geral a manipular padrões de cores, transparência, processamento sofisticado de som e música(atráves de um Motorola 56000 DSP), gráficos avançados primitivos, internacionalização e tipografia moderna numa maneira consistente entre todas as aplicações.
Kits adicionais foram adicionados a linha de produtos para fazer o sistema mais atrativo. Isso incluía Portable Distributed Objects (PDO), que permitiam fácil invocação remota, e o Enterprise Objects Framework, um poderoso sistema de banco de dados object-relational. Esses kits tornaram o sistema particularmente interessante para programadores de aplicações customizadas, e o NEXTSTEP tinha uma longa história na comunidade de programação financeira.

## Nome
O nome foi oficialmente capitalizado em muitas maneira diferentes, inicialmente sendo NextStep, e então NeXTstep, e depois NeXTSTEP, e se tornou NEXTSTEP (tudo em maiúsculas) somente no fim de sua vida. A capitalização mais comumente usada pelos "insiders" é NeXTstep. A confusão continua depois do lançamento do padrão OpenStep, quando a NeXT lançou o que foi efetivamente uma versão do NEXTSTEP que seguia o OpenStep chamada OPENSTEP.

## Influência
O primeiro navegador, assim como o primeiro servidor WWW, foram desenvolvidos na plataforma NEXTSTEP. Algumas características e atalhos de teclado, agora comumente encontrados em navegadores podem ser rastreados como características nativas do NEXTSTEP, que outros navegadores para outros sistemas operacionais mais tarde reimplementaram como características do próprio navegador. As opções básicas de layout do HTML 1.0 e 2.0 são atribuídas a atributos a aquelas características do Textclass do NeXT. O jogo Doom foi largamente desenvolvido em máquinas NeXT, assim como o Macromedia FreeHand, e a moderna interface "Notebook" para o Mathematica, e a avançada planilha Lotus Improv.
Existe também uma implementação free software do padrão OpenStep, o GNUstep.

## Versões
| Versão     | Appeared               | Comentário                                                                                             |
| ---------- | ---------------------- | --- |
| 0.9        | 1988                   | primeira versão disponível; somente para o hardware NeXT                                               |
| 1.0        | 1989                   | |
| 1.0a       |                        | |
| 2.0        | 18 de Setembro de 1990 | |
| 2.1        | 20 de Março de 1991    | |
| 2.2        |                        | |
| 3.0        | No fim de 1992         | |
| 3.1        | 25 de Maio de 1993     | Suporte para as arquiteturas i386, PA-RISC, e SPARC.                                                   |
| 3.2        | Outubro de 1993        | |
| 3.3        | Fevereiro de 1995      | Última e a mais popular versão distribuída sobre o nome de NEXTSTEP                                    |
| 4.0 (beta) | 1996                   | Beta que circulou para um número limitado de desenvolvedores antes do OpenStep e da compra pela Apple. |

Versões superiores a 4.2 foram publicadas, a 4.2 foi a última versão depois que a NeXT foi comprada pela Apple.